# ۱۷۶۳ (میلادی)
۱۷۶۳ (میلادی) هزار و هفتصد و شصت و سومین سال تقویم میلادی است.

## زادگان
- ۲۱ مارس – ژان پل، نویسنده آلمانی (د. ۱۸۲۵)
- ۲۱ مه – ژوزف فوشه، سیاست‌مدار و دیپلمات فرانسوی (د. ۱۸۲۰)

## درگذشتگان
- ۲۳ دسامبر – آنتوان فرانسوا پره‌وو، ژورنالیست، نویسنده، مترجم، و تاریخ‌نگار فرانسوی (ز. ۱۶۹۷)